# 萊茨維爾 (印地安納州)
萊茨維爾（英語：Lettsville）是位於美國印地安納州戴維斯縣的一個非建制地區。該地的面積和人口皆未知。

## 地理
萊茨維爾的座標為38°43′07″N 87°10′28″W / 38.71861°N 87.17444°W，而該地的平均海拔高度為144米（即472英尺）。